# Molpadia millardae
Molpadia millardae is een zeekomkommer uit de familie Molpadiidae.
De wetenschappelijke naam van de soort werd in 1999 gepubliceerd door A.S. Thandar.